# San Liborio (titre cardinalice)
Le titre cardinalice de San Liborio (Saint Liboire) est institué à l'occasion du consistoire du 21 février 2001 par le pape Jean-Paul II. Le cardinal Degenhardt, archevêque de Paderborn dont la cathédrale est dédiée à saint Liboire, en est le premier titulaire. Le titre est hébergé dans l'église San Liborio de Rome.

## Titulaires
- Johannes Joachim Degenhardt (2001-2002)
- Peter Kodwo Appiah Turkson (2003-)

## Sources
- (it) Cet article est partiellement ou en totalité issu de l’article de Wikipédia en italien intitulé « San Liborio (titolo cardinalizio) » (voir la liste des auteurs).